# Шапиро, Вениамин Борисович
Вениамин Борисович Шапиро (1902 — 1974, Харьков) — пианист, педагог, профессор Киевской и Харьковской консерваторий.

## Биографические данные
В 1925 году окончил Ленинградскую консерваторию по классу профессора В. Николаева).
В 1926-1950 - преподавал в Киевской консерватории (Музыкальном техникуме, Музыкально-драматическом институте), c 1939 - профессор.
В 1950-1974 - профессор Харьковской государственной консерватории.
Среди учеников: Юлий Вахранёв, Вера Приходько, Сергей Кривонос и др.
Вел активную концертную деятельность, в частности выступал в филармонических концертах с симфоническими оркестрами под руководством дирижеров А. Орлова, М. М. Канерштейна.

## Семья
- Жена: Шапиро Мальвина Израилевна — пианистка, педагог, преподаватель специальной музыкальной школы при Консерватории (ХССМШ-и).
- Дочь: Шапиро Инна Вениаминовна (1955-2023) — пианистка, педагог, работала в Минске.